# Mathias Hecht
Mathias Hecht (* 26. Mai 1980 in Willisau) ist ein ehemaliger Schweizer Triathlet und Ironman-Sieger (2011). Er wird in der Bestenliste Schweizer Triathleten auf der Ironman-Distanz geführt.

## Werdegang
Mathias Hecht betreibt Triathlon seit 1997.

### Ironman-Distanz seit 2005
Im Oktober 2008 wurde er Achter beim Ironman Hawaii (Ironman World Championships).
Er war bis 2011 Mitglied des Commerzbank Triathlon Teams und startet 2012 und 2013 für das Team TBB, wo er von Brett Sutton trainiert wurde. Seit 2014 startet er für TREK (Trek Factory Tri Team).
Sein Spitzname ist „Pikey“. Mathias Hecht startete 16 Jahre lang für das Schweizer Nationalteam. Im Mai 2011 gewann er erstmals auf der Ironman-Distanz.
Mathias Hecht ist als Coach und Trainer aktiv. Seit August 2016 ist er mit seiner langjährigen Partnerin, der früheren Triathletin Nicole Hofer (* 1986) verheiratet und die beiden leben in Willisau.

## Sportliche Erfolge
| Datum/Jahr    | Rang | Wettbewerb                                     | Austragungsort | Zeit       | Bemerkung                                                                        |
| ------------- | ---- | ---------------------------------------------- | -------------- | ---------- | -------------------------------------------------------------------------------- |
| 25. Mai 2014  | 11   | Ironman 70.3 Austria                           | St. Pölten     | 03:59:25   | [ 5 ]                                                                            |
| 4. Mai 2013   | 24   | Ironman 70.3 St. George                        | St. George     | 04:11:27   | [ 6 ]                                                                            |
| 1. Sep. 2012  | 4    | Triathlon de Gérardmer                         | Gérardmer      | 04:42:27   |                                                                                  |
| 26. Aug. 2012 | 4    | Trans Vorarlberg Triathlon                     | Bregenz        | 04:10:02   |                                                                                  |
| 3. Sep. 2011  | 3    | Triathlon de Gérardmer                         | Gérardmer      | 04:30:13   |                                                                                  |
| 14. Aug. 2011 | 4    | Ironman 70.3 Germany                           | Wiesbaden      | 04:17:01   | Europameisterschaft                                                              |
| 11. Juni 2011 | 3    | TriGrandPrix                                   | Zarautz        | 03:44:33   | Mitteldistanz über 2,5 km Schwimmen, 76 km Radfahren und 20 Laufen               |
| 5. Juni 2011  | 3    | Ironman 70.3 Switzerland                       | Rapperswil     | 03:54:36   |                                                                                  |
| 6. Juni 2010  | 10   | Ironman 70.3 Switzerland                       | Rapperswil     | 04:07:44   | [ 8 ]                                                                            |
| 16. Aug. 2009 | 3    | Ironman 70.3 Germany                           | Wiesbaden      | 04:05:52   |                                                                                  |
| 1. Juni 2008  | 5    | Ironman 70.3 Switzerland                       | Rapperswil     |            |                                                                                  |
| 2. Sep. 2007  | 6    | Ironman 70.3 Singapore                         | Singapur       |            |                                                                                  |
| 2006          | 1    | Homem de Ferro                                 | Abrantes       |            | auf der Ironman-70.3-Distanz                                                     |
| 2005          | 2    | Züri Triathlon                                 | Zürich         | 01:54.01,9 |                                                                                  |
| 6. Dez. 2003  | 7    | ITU Triathlon World Championship U23           | Queenstown     | 02:00:34   | Triathlon-Weltmeisterschaft U23                                                  |
| 2003          | 2    | Züri Triathlon                                 | Zürich         | 01:50.20,5 |                                                                                  |
| 9. Nov. 2002  | 15   | ITU Triathlon World Championship U23           | Cancún         | 01:54:25   |                                                                                  |
| 2002          | 7    | Schweizer Meisterschaften Triathlon            | Schwarzsee     | 01:56:27   | 2. Rang in der Kategorie U23 (1,5 km Schwimmen, 40 km Radfahren und 9 km Laufen) |
| 30. Apr. 2000 | 14   | ITU Triathlon World Championships Junior Men   | Perth          | 02:00:40   |                                                                                  |
| 12. Sep. 1999 | 20   | ITU Triathlon World Championships Junior Men   | Montreal       | 01:52:52   | Triathlon-Weltmeisterschaft der Junioren                                         |
| 3. Juli 1999  | 15   | ETU Triathlon European Championship Junior Men | Funchal        | 01:02:33   | Triathlon-Europameisterschaft Junioren                                           |

| Datum/Jahr    | Rang | Wettbewerb                | Austragungsort | Zeit     | Bemerkung                           |
| ------------- | ---- | ------------------------- | -------------- | -------- | ----------------------------------- |
| 27. Juli 2014 | DNF  | Ironman Switzerland       | Zürich         | –        |                                     |
| 29. Juni 2014 | DNF  | Ironman France            | Nizza          | –        | Aufgabe auf der Laufstrecke         |
| 18. Mai 2013  | DNF  | Ironman Texas             | The Woodlands  | –        |                                     |
| 11. Aug. 2012 | DNF  | Ironman New York          | New York City  | –        |                                     |
| 15. Juli 2012 | 3    | Ironman Switzerland       | Zürich         | 08:42:08 |                                     |
| 19. Mai 2012  | 3    | Ironman Texas             | The Woodlands  | 08:22:58 |                                     |
| 10. Juli 2011 | 3    | Ironman Switzerland       | Zürich         | 08:30:26 |                                     |
| 7. Mai 2011   | 1    | Ironman St. George        | St. George     | 08:32:03 | Sieg mit neuem Streckenrekord       |
| 5. März 2011  | 3    | Ironman New Zealand       | Taupō          | 08:45:34 |                                     |
| 25. Apr. 2010 | 2    | Ironman South Africa      | Port Elizabeth | 08:28:53 | zweiter Rang hinter Raynard Tissink |
| 10. Okt. 2009 | 13   | Ironman Hawaii            | Hawaii         | 08:37:29 |                                     |
| 5. Juli 2009  | 5    | Ironman Germany           | Frankfurt      | 08:11:57 | neue persönliche Bestzeit           |
| 5. Apr. 2009  | 12   | Ironman Australia         | Port Macquarie | 09:08:03 | [ 10 ]                              |
| 11. Okt. 2008 | 8    | Ironman Hawaii            | Hawaii         | 08:34:02 |                                     |
| 13. Juni 2008 | DNF  | Ironman Switzerland       | Zürich         | –        | Rennabbruch wegen Unterkühlung      |
| 20. Juli 2008 | 3    | Ironman USA               | Lake Placid    | 08:56:33 |                                     |
| 6. Apr. 2008  | 3    | Ironman Australia         | Port Macquarie | 08:42:48 | [ 11 ]                              |
| 13. Okt. 2007 | DNF  | Ironman Hawaii            | Hawaii         | –        |                                     |
| 24. Juni 2007 | 2    | Ironman Switzerland       | Zürich         | 08:32:48 |                                     |
| 2. Juli 2006  | 2    | Ironman Switzerland       | Zürich         | 08:26:01 |                                     |
| 27. Nov. 2005 | 3    | Ironman Western Australia | Busselton      | 08:32:16 |                                     |

(DNF – Did Not Finish)